# 2010年11月

## 11月1日
- 中华人民共和国第六次全国人口普查正式展開。国家统计局局长马建堂表示，被调查对象（中国居民）不得拒绝入户登记。新華網 中国新闻网/网易
- 伊拉克首都巴格達一家天主教堂被基地組織份子挾持事件結束，最少52人死亡。CNN（页面存档备份，存于）
- 旧金山巨人队在美国职业棒球大联盟2010年世界大赛中以4:1的总比分击败德州游骑兵队获得冠军。新民网（页面存档备份，存于）

## 11月3日
- 曾推出包括《乱世佳人》在内的一大批经典影片的米高梅公司由于无力偿还巨额债务和推出新作，已于2010年11月3日早晨宣布破产。新华网（页面存档备份，存于）
- 塞尔维亚克拉列沃附近发生里氏5.3级地震，造成至少2人死亡、10余人受伤。中新网（页面存档备份，存于）

## 11月4日
- 《福布斯》杂志英文版今天推出了2010年全球最具影响力人物排行榜。中国国家主席胡锦涛超过了美国总统奥巴马成为2010年全球最具影响力的人。第三至第十位分别是阿卜杜拉·本·阿卜杜勒-阿齐兹·阿勒沙特、普京、本尼狄克十六世、默克尔、戴维·卡梅伦、本·伯南克、索尼娅·甘地和比尔·盖茨。中国经济网/网易（页面存档备份，存于）
- 联合国开发计划署4日发布2010年度人类发展指数(HDI)。挪威蝉联榜首，第二至第十位分别是澳大利亚、新西兰、美国、爱尔兰、列支敦士登、荷兰、加拿大、瑞典和德国，最后一名为津巴布韦。中国进步极快（仅次于阿拉伯国家阿曼），进步后的发展指数排名（89）略低于加勒比海岛国多米尼加（88），但略高于中美洲最小的国家萨尔瓦多（90）。中国国际在线/网易（没有中国排名）中国国际在线/新浪（没有中国排名）（页面存档备份，存于） 联合国网站（有中国排名）（页面存档备份，存于）

## 11月5日
- 日本海上保安厅长官铃木久泰已确认曾在Youtube网站上流传的中国渔船与日本巡逻船钓鱼岛相撞事件相关视频片段是保安厅拍摄的，而日本首相菅直人也已要求相关部门彻查视频泄露的原因。新浪网/新安传媒网（页面存档备份，存于）

## 11月6日
- 2010年臺北國際花卉博覽會在台湾台北市開幕，共有30個國家的59個城市參展。世界新闻网

## 11月7日
- 教皇本笃十六世在西班牙巴塞罗那主持弥撒，为已建造了128年尚未完工的天主教教堂圣家堂祝圣。中央广播电台

## 11月9日
- 缅甸联邦巩固与发展党表示已在11月7日举行的缅甸大选中赢得议会选举议席中80%的席位。BBC（页面存档备份，存于）
- 美国动视暴雪公司开发的第一人称射击游戏《使命召唤：黑色行动》正式上市，首日共发行560万份，创造游戏首日发行量的新纪录。和讯网（页面存档备份，存于）
- Windows Mobile 7上市。[1]

## 11月11日
- 由于上周海地遭受飓风托马斯（飓风托马斯）的影响，普降暴雨，并引发洪水和泥石流，这使得10月中旬暴发的霍乱疫情更为严重。来自海地卫生部的消息称，截至目前海地已经有643人死于霍乱，大约1万人染病住院。中广网/凤凰网（页面存档备份，存于）

## 11月12日
- 二十国集团第五次峰会在韩国首都首尔正式召开，二十国集团成员领导人，以及受邀请的国家和国际机构的领导人和代表出席会议。国际在线（页面存档备份，存于）
- 第16届亚洲运动会开幕式在中国广州市海心沙岛举行，本届运动会有来自亚洲45个国家和地区的1万多名运动员参加。新华网（页面存档备份，存于）

## 11月13日
- 緬甸反对派领袖、全国民主联盟总书记軟禁期满获得緬甸軍政府的释放。新华网（页面存档备份，存于）
- APEC大會在日本橫濱召開。[2]

## 11月14日
- 红牛车队的德国车手赛巴斯蒂安·维特尔获得2010年世界一级方程式锦标赛的总冠军，成为该赛事历史上最年轻的总冠军；红牛车队则获得该赛事的车队总冠军。腾讯（页面存档备份，存于）
- 俄罗斯队在日本东京国立代代木竞技场举行的2010年世界女子排球锦标赛决赛中击败巴西队，获得冠军。搜狐（页面存档备份，存于）

## 11月15日
- 英國皇家海軍曼徹斯特號驅逐艦周一到訪古巴，是1959年古巴革命以來，英國軍艦首次訪問古巴。英國廣播公司（页面存档备份，存于）
- 宣佈，在距離地球約5000萬光年的M100星系中發現超新星SN 1979C在1979年发生爆炸后所形成的黑洞。洛杉磯時報（页面存档备份，存于）
- 在內羅畢舉行的保護非物質文化遺產政府間委員會第五次會議上，中國活字印刷術、維吾爾歌舞麥西熱甫、中國水密隔艙福建造船技藝等3個項目被列入「急需保護的非物質文化遺產」。 人民網（页面存档备份，存于）
- 中国上海市发生特别重大火灾，58人罹难，71人受伤。[3][4]

## 11月16日
- 京劇、針灸、弗拉明戈和法國菜等在內羅畢舉行的保護非物質文化遺產政府間委員會第五次會議上被列入「人類非物質文化遺產」。路透社（页面存档备份，存于）
- 查尔斯王子官邸克莱伦斯宫宣布，威廉王子明年将与凯特·米德尔顿结婚。BBC中文网（页面存档备份，存于）
- 有“死亡商人”之称的俄罗斯籍军火商维克多·布特离开泰国首都曼谷，被引渡美国接受审判。中国新闻网（页面存档备份，存于）

## 11月17日
- 欧洲核子研究中心的科学家制造出多个反氢原子，并利用磁场使其存在了0.17秒，这是人类首次成功抓住反物质原子。新华网（页面存档备份，存于）
- 中華台北跆拳道選手楊淑君在廣州亞運跆拳道比賽以器材不合格為由被南韓裔菲律賓籍的審判委員洪性天先生判楊淑君失格，中華民國（台灣）人民與中華民國（台灣）政府對此表示強烈不滿，甚至引發中華民國（台灣）人民反韓抗爭。[來源請求]

## 11月18日
- 日本山口组2号头目高山清司被日本京都警方逮捕。新华网（页面存档备份，存于）
- 国际足联宣布，其执委会两名重要成员，尼日利亚籍国际足联委员阿达姆和常驻新西兰的特马里被禁止参加2018年和2022年世界杯主办权投票。BBC中文网（页面存档备份，存于）

## 11月19日
- 新西兰42年来首次发生矿难，导致15名矿工，12名承包商（共27人）被困井下。四川新闻网/新浪（20日）（页面存档备份，存于）

## 11月20日
- 北约峰会在葡萄牙首都里斯本闭幕。北约成员国领导人批准了用于指导北约未来10年发展的战略新概念。这是冷战结束后北约通过的第三份战略文件。新华网（页面存档备份，存于）
- 第47届金马奖揭晓：台湾导演张作骥的《当爱来的时候》夺得金马奖最佳剧情片奖。台湾男演员阮经天和大陆女演员吕丽萍分别成为第47届金马奖的影帝和影后。BBC中文网（页面存档备份，存于）

## 11月21日
- 中国四川省内江市威远县小河镇大田煤矿发生透水事故，县当局称有28人困于井下。四川新闻网/网易（参见Portal:中国大陆新闻动态。）
- 爱尔兰向欧洲联盟和国际货币基金组织提出的一揽子金融援助请求已经获得欧盟的批准。新华网（页面存档备份，存于）
- 世界最大的耶稣像（英语：Christ the King Statue, Świebodzin）（在波兰边境小镇希维博津正式揭幕。耶稣像身高33米，加上底座和顶上金冠，它有51米高。凤凰网（页面存档备份，存于）

## 11月22日
- 在柬埔寨送水节的最後一天，首都金边的一座桥梁发生踩踏事故，造成至少347人死亡，395人受伤。（页面存档备份，存于）

## 11月23日
- 朝鲜向位于黄海海域的韩国实际控制的延坪岛发动炮击，韩国进行反击，事件造成韩方至少4人死亡，19人受伤。俄新网华尔街日报

## 11月26日
- 中國國民黨中央委員連勝文於晚間台灣臺北縣永和市參加黨內新北市議員候選人的造勢活動時遭到近距離槍擊，送醫後生命跡象穩定，但流彈造成現場一名29歲男子不治。yam天空新聞─中央社１（页面存档备份，存于）２（页面存档备份，存于）３（页面存档备份，存于）４（页面存档备份，存于）
- 俄罗斯国家杜马（议会下院）发表一份原则声明，称二战中前苏联领导人斯大林亲自下令屠杀上万波兰人，制造了卡廷事件。新京报电子版

## 11月27日
- 中華民國直轄市長暨市議員選舉進行投票，国民党候选人郝龍斌、朱立倫、胡志強分别当选台北、新北、台中市长，民进党候选人賴清德、陳菊分別當選台南、高雄市長。联合新闻网
- 11月12日—11月27日：2010年亞洲運動會在中國廣州舉行。[來源請求]

## 11月28日
- 维基解密网站泄露25万份美国驻外使馆发给美国国务院的秘密文传电报。 路透（页面存档备份，存于）
- 海地總統選舉[來源請求]
- 美國及韓國聯合軍事演練開始。[來源請求]

## 11月29日
- 第23屆世界客屬懇親大會在中國河源開幕。[5]
- 《聯合國氣候變化綱要公約》第16屆締約方會議召開。